# Seishirō Katō
Seishirō Katō (加藤 清史郎?, Katō Seishirō; Prefettura di Kanagawa, 4 agosto 2001) è un attore giapponese.

## Biografia
Ha esordito come attore giovanissimo, alla tenera età di tredici mesi nella miniserie televisiva Boku no mahō tsukai.
Il 2 settembre 2009 ha pubblicato un CD musicale intitolato Katsuobushi dayo jinsei wa.

## Filmografia

### Cinema
- Hoshi ni Natta Shōnen (2005)
- Nakumonka (2009)
- Zatōichi: The Last (2010)
- Sakuradamongai No Hen (2010)
- Nintama Rantarō (2011)
- Ai to Makoto (2012)
- Nintama Rantarō Natsuyasumi Shukudai Daisakusen! no Dan (2013)
- Ansatsu Kyōshitsu (2015)
- Ansatsu Kyōshitsu: Sotsugyō-hen (2016)
- Taiyō wa Ugokanai (2020)

### Televisione
- Boku no Mahō Tsukai (2003) Miniserie televisiva
- Manhattan Rabu Sutōrī, negli episodi "Hariuddo sukyandaru" (2003), "Koibito ga santakurōsu" (2003) e "O sakana ni natta watashi" (2003)
- Batsu Kare, negli episodi 3 e 8 (2004)

## Teatro
- Les Misérables - Gavroche (2011-2013)
- Elisabeth - Rodolfo da giovane (2012)
- Madama Butterfly - Dolore (2014)
- Love Never Dies - Gustave (2014)
- Newsies - Davey Jacobs (2020)